# Lème
Lème är en kommun i departementet Pyrénées-Atlantiques i regionen Nouvelle-Aquitaine i sydvästra Frankrike. Kommunen ligger i kantonen Thèze som tillhör arrondissementet Pau. År 2022 hade Lème 168 invånare.

## Befolkningsutveckling
Antalet invånare i kommunen Lème
| Referens: INSEE |